# York Terrace

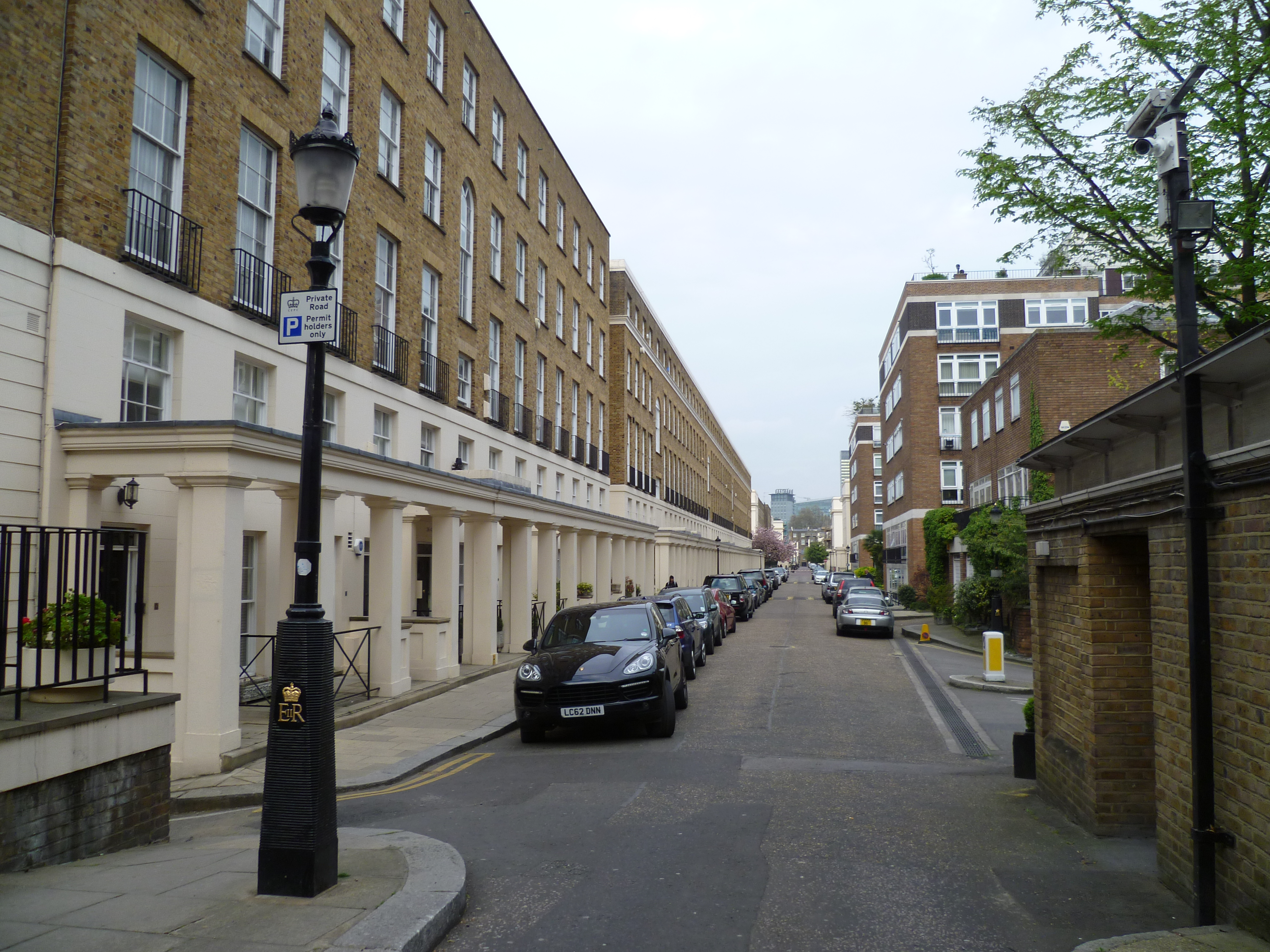
York Terrace West, NW1, nell'aprile 2015

York Terrace si affaccia sul lato sud di Regent's Park a Marylebone, City of Westminster a Londra. La sezione York Terrace West è un edificio di Grado II poiché costituito da immobili di interesse storico culturale. 1–18 York Terrace East è elencato al grado I.

## Storia
Si compone di due edifici separati a schiera in stile Regency, York Terrace East e York Terrace West, che sono uniti dallo York Gate (costruito nel 1813) che incornicia la chiesa parrocchiale di St Marylebone. York Terrace è uno degli edifici principali del parco.
Come le vicine Cornwall Terrace e Clarence Terrace, York Terrace fu costruita dalla compagnia di James Burton, su progetto di John Nash e Decimus Burton.
Ci sono due targhe blu su York Terrace East, alla Doric Villa al n. 19 e 20, rispettivamente per lo psicanalista Ernest Jones e per l'attore-manager Sir Charles Wyndham.